# Paralcis noctivolens
Paralcis noctivolens là một loài bướm đêm trong họ Geometridae.